# 和寒町
和寒町（わっさむちょう）は、北海道の上川地方北部、上川郡にある町。スキーのクロスカントリーが盛んで数多くの国内トップ選手を輩出してきた。

## 地理
天塩川の支流であるマタルクシュケネブチ川源流部にあたる塩狩峠の麓に広がる。名寄盆地の南端にあたり、丘陵地が多い。

### 気候
冬の冷え込みは厳しく、最低気温は-30℃前後になることもある。特に真冬では日中の気温でも－15度程度にしかならないことがあり、1985年1月24日の気温は－21.2℃までしか上がらなかった。これは旭川で明治時代の1909年1月12日に記録された－22.5℃に次いで全国2番目の低さである。和寒町全体が盆地になっており、一旦冷気が入り込むと冷気湖となって気温の上昇を防ぎ、周囲の山々によって上空からの暖気が入りにくくなることから日中の気温が低くなりやすいとされている。
特に福原地区は日本有数の寒い場所として知られており、1978年（昭和53年）2月17日には、－41.2℃を記録している（北海道開発局の旭川開発建設部による観測）他、近年では2008年1月19日に－39.4℃、2020年2月9日に－38.9℃を記録している。
テレビで「今冬一番の寒さ」のニュースでしばしば「和寒町」の地名が登場する。
和寒のアメダスは1977年11月に統計を開始した。最高気温の極値は36.8℃（2021年8月7日）で、猛暑日を7回観測している。最低気温の極値は-36.8℃（1978年2月17日）。平年値で冬日の年間日数は163.7日、真冬日83.0日。夏日58.1日、真夏日9.7日、猛暑日0.1日。熱帯夜を観測したことはない。
降水量は7月から12月にかけて多く、10月から3月にかけて雪または雨の降る日が多い。平年値で年間降雪量745cm、年間の最深積雪は108cm（1982年10月統計開始）。最深積雪の極値は161cm（1994年3月18日）。日照時間は11月から1月にかけて少なくなる（1987年6月統計開始）。最大風速の極値は14.0m/s（風向：南、2004年9月8日）、最大瞬間風速の極値は23.6m/s（風向：南南西、2010年3月21日、2008年11月統計開始）
| 和寒（1991年 - 2020年）の気候      | 和寒（1991年 - 2020年）の気候 | 和寒（1991年 - 2020年）の気候 | 和寒（1991年 - 2020年）の気候 | 和寒（1991年 - 2020年）の気候 | 和寒（1991年 - 2020年）の気候 | 和寒（1991年 - 2020年）の気候 | 和寒（1991年 - 2020年）の気候 | 和寒（1991年 - 2020年）の気候 | 和寒（1991年 - 2020年）の気候 | 和寒（1991年 - 2020年）の気候 | 和寒（1991年 - 2020年）の気候 | 和寒（1991年 - 2020年）の気候 | 和寒（1991年 - 2020年）の気候 |
| 月                                 | 1月                           | 2月                           | 3月                           | 4月                           | 5月                           | 6月                           | 7月                           | 8月                           | 9月                           | 10月                          | 11月                          | 12月                          | 年                            |
| ---------------------------------- | ----------------------------- | ----------------------------- | ----------------------------- | ----------------------------- | ----------------------------- | ----------------------------- | ----------------------------- | ----------------------------- | ----------------------------- | ----------------------------- | ----------------------------- | ----------------------------- | ----------------------------- |
| 最高気温記録 °C （°F）             | 6.3 (43.3)                    | 13.7 (56.7)                   | 15.7 (60.3)                   | 26.9 (80.4)                   | 33.6 (92.5)                   | 36.6 (97.9)                   | 36.3 (97.3)                   | 36.8 (98.2)                   | 32.4 (90.3)                   | 27.0 (80.6)                   | 20.1 (68.2)                   | 12.5 (54.5)                   | 36.8 (98.2)                   |
| 平均最高気温 °C （°F）             | −4.1 (24.6)                   | −2.7 (27.1)                   | 2.1 (35.8)                    | 9.8 (49.6)                    | 17.9 (64.2)                   | 22.4 (72.3)                   | 25.8 (78.4)                   | 26.0 (78.8)                   | 21.5 (70.7)                   | 14.3 (57.7)                   | 5.5 (41.9)                    | −1.5 (29.3)                   | 11.4 (52.5)                   |
| 日平均気温 °C （°F）               | −8.3 (17.1)                   | −7.6 (18.3)                   | −2.6 (27.3)                   | 4.5 (40.1)                    | 11.6 (52.9)                   | 16.3 (61.3)                   | 20.1 (68.2)                   | 20.5 (68.9)                   | 15.8 (60.4)                   | 9.0 (48.2)                    | 1.9 (35.4)                    | −4.9 (23.2)                   | 6.4 (43.5)                    |
| 平均最低気温 °C （°F）             | −14.2 (6.4)                   | −14.1 (6.6)                   | −8.4 (16.9)                   | −0.8 (30.6)                   | 5.5 (41.9)                    | 10.9 (51.6)                   | 15.3 (59.5)                   | 15.9 (60.6)                   | 10.8 (51.4)                   | 4.2 (39.6)                    | −1.7 (28.9)                   | −9.3 (15.3)                   | 1.2 (34.2)                    |
| 最低気温記録 °C （°F）             | −36.8 (−34.2)                 | −35.2 (−31.4)                 | −28.7 (−19.7)                 | −13.7 (7.3)                   | −4.4 (24.1)                   | 0.2 (32.4)                    | 4.5 (40.1)                    | 5.1 (41.2)                    | −0.2 (31.6)                   | −5.6 (21.9)                   | −21.8 (−7.2)                  | −30.7 (−23.3)                 | −36.8 (−34.2)                 |
| 降水量 mm （inch）                 | 61.2 (2.409)                  | 52.7 (2.075)                  | 58.6 (2.307)                  | 53.8 (2.118)                  | 68.3 (2.689)                  | 65.1 (2.563)                  | 128.0 (5.039)                 | 140.9 (5.547)                 | 143.3 (5.642)                 | 115.6 (4.551)                 | 127.3 (5.012)                 | 100.4 (3.953)                 | 1,115 (43.898)                |
| 降雪量 cm （inch）                 | 157 (61.8)                    | 133 (52.4)                    | 123 (48.4)                    | 31 (12.2)                     | 0 (0)                         | 0 (0)                         | 0 (0)                         | 0 (0)                         | 0 (0)                         | 2 (0.8)                       | 96 (37.8)                     | 197 (77.6)                    | 745 (293.3)                   |
| 平均降水日数 （≥1.0 mm）           | 17.3                          | 14.7                          | 15.2                          | 11.6                          | 10.4                          | 9.1                           | 10.7                          | 11.3                          | 13.0                          | 15.8                          | 19.3                          | 21.3                          | 169.6                         |
| 平均月間日照時間                   | 56.9                          | 77.2                          | 113.4                         | 153.8                         | 176.0                         | 154.4                         | 150.3                         | 147.6                         | 142.9                         | 115.5                         | 53.8                          | 36.9                          | 1,378.6                       |
| 出典1：Japan Meteorological Agency |                               |                               |                               |                               |                               |                               |                               |                               |                               |                               |                               |                               |                               |
| 出典2：気象庁                      |                               |                               |                               |                               |                               |                               |                               |                               |                               |                               |                               |                               |                               |

### 隣接している自治体
- 上川総合振興局管内
  - 旭川市
  - 士別市
  - 上川郡 (天塩国)：剣淵町
  - 上川郡 (石狩国)：比布町、鷹栖町
  - 雨竜郡：幌加内町

## 町名の由来
アイヌ語で、「オヒョウニレの木の・傍ら」を意味する「ワッサム（wat-sam）」に由来する。
旧図には剣淵川東の支流（現在の六線川）付近に「ワッサム」の記載がある。「輪寒」「和参」と書かれた時代もあった。

## 歴史
- 1899年（明治32年）、鉄道（現在の宗谷本線）が和寒まで開通。
- 1915年（大正4年）、剣淵村（現在の剣淵町）から分立し和寒村が誕生。
- 1952年（昭和27年）、町制施行、和寒町
- 1999年（平成11年）塩狩峠記念館の開館。

## 経済

### 産業
戦前は稲作の北限より北に位置していたため、村内一円に除虫菊が植えられ、山奥まで小学校が建てられた。戦後、除虫菊の産地が中国に移ると、山地の畑地は廃れたが、品種改良により稲作の北限が北上したため寒冷地用の米が植えられるようになり、平地では菊畑は田園に変わった。
現代では作付面積日本一を誇るカボチャの他、雪の下で保存し冬期に出荷する「越冬キャベツ」の生産で知られている。また、上川管内では愛別町と並ぶキノコの産地でもある。

### 農協
- 北ひびき農業協同組合（JA北ひびき）和寒基幹支所

### 郵便局
- 和寒郵便局（集配局）
- 中和簡易郵便局

### 宅配便
- ヤマト運輸：道北主管支店北海道士別センター（士別市）
- 佐川急便：名寄営業所（名寄市）

## 公共機関

### 警察
- 士別警察署和寒駐在所

### 消防
- 士別地方消防事務組合消防本部和寒支署

## 地域

### 人口
| |                                        |  |
| 和寒町と全国の年齢別人口分布（2005年） | 和寒町の年齢・男女別人口分布（2005年） |  |
| ■紫色 ― 和寒町 ■緑色 ― 日本全国 | ■青色 ― 男性 ■赤色 ― 女性              |  |
| 和寒町（に相当する地域）の人口の推移 \| 1970年（昭和45年） \| 8,513人 \| \| \| 1975年（昭和50年） \| 7,435人 \| \| \| 1980年（昭和55年） \| 6,696人 \| \| \| 1985年（昭和60年） \| 6,335人 \| \| \| 1990年（平成2年） \| 5,623人 \| \| \| 1995年（平成7年） \| 5,002人 \| \| \| 2000年（平成12年） \| 4,710人 \| \| \| 2005年（平成17年） \| 4,238人 \| \| \| 2010年（平成22年） \| 3,832人 \| \| \| 2015年（平成27年） \| 3,596人 \| \| \| 2020年（令和2年） \| 3,192人 \| \| |                                        |  |
| 総務省統計局 国勢調査より |                                        |  |
| 1970年（昭和45年） | 8,513人                                |  |
| 1975年（昭和50年） | 7,435人                                |  |
| 1980年（昭和55年） | 6,696人                                |  |
| 1985年（昭和60年） | 6,335人                                |  |
| 1990年（平成2年） | 5,623人                                |  |
| 1995年（平成7年） | 5,002人                                |  |
| 2000年（平成12年） | 4,710人                                |  |
| 2005年（平成17年） | 4,238人                                |  |
| 2010年（平成22年） | 3,832人                                |  |
| 2015年（平成27年） | 3,596人                                |  |
| 2020年（令和2年） | 3,192人                                |  |

### 教育
- 高等学校
  - 株式会社立高等学校
    - 札幌自由が丘学園三和高等学校
- 小中学校
  - 町立小中学校
    - 和寒小学校
    - 和寒中学校

## 交通

### 空港
- 旭川空港 （東神楽町）

### 鉄道

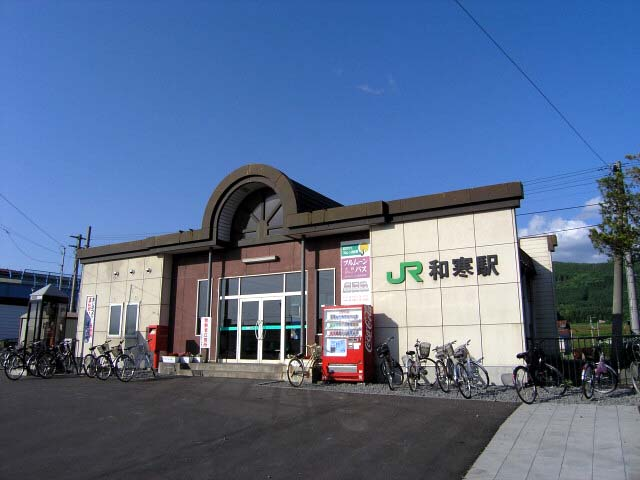
和寒駅

- 北海道旅客鉄道（JR北海道）
  - 宗谷本線 : 塩狩駅 - 和寒駅

### バス
- 道北バス
- 和寒町営バス
- 高速バス - 札幌市発着の高速バス「高速なよろ号」（道北バス・北海道中央バス共同運行）が町内の和寒バス停に停車する。

### 道路
- 高速道路
  - 道央自動車道 : 和寒IC
- 一般国道
  - 国道40号
- 都道府県道
  - 北海道道48号和寒幌加内線
  - 北海道道99号和寒鷹栖線
  - 北海道道251号雨竜旭川線
  - 北海道道545号三和剣淵線
  - 北海道道639号上士別和寒線

## 通信
塩狩山山頂（標高506メートル）にはNTTマイクロウェーブやテレビ中継局、携帯電話基地局など各種電波塔が建っていて北部地域への伝送･電波中継施設（主にNHK稚内支局など各局のニュース素材送りなど）の重要拠点の1つでもある。「電波の森 塩狩山」ともよんでいる。詳細は和寒中継局を参照。

## 観光スポット

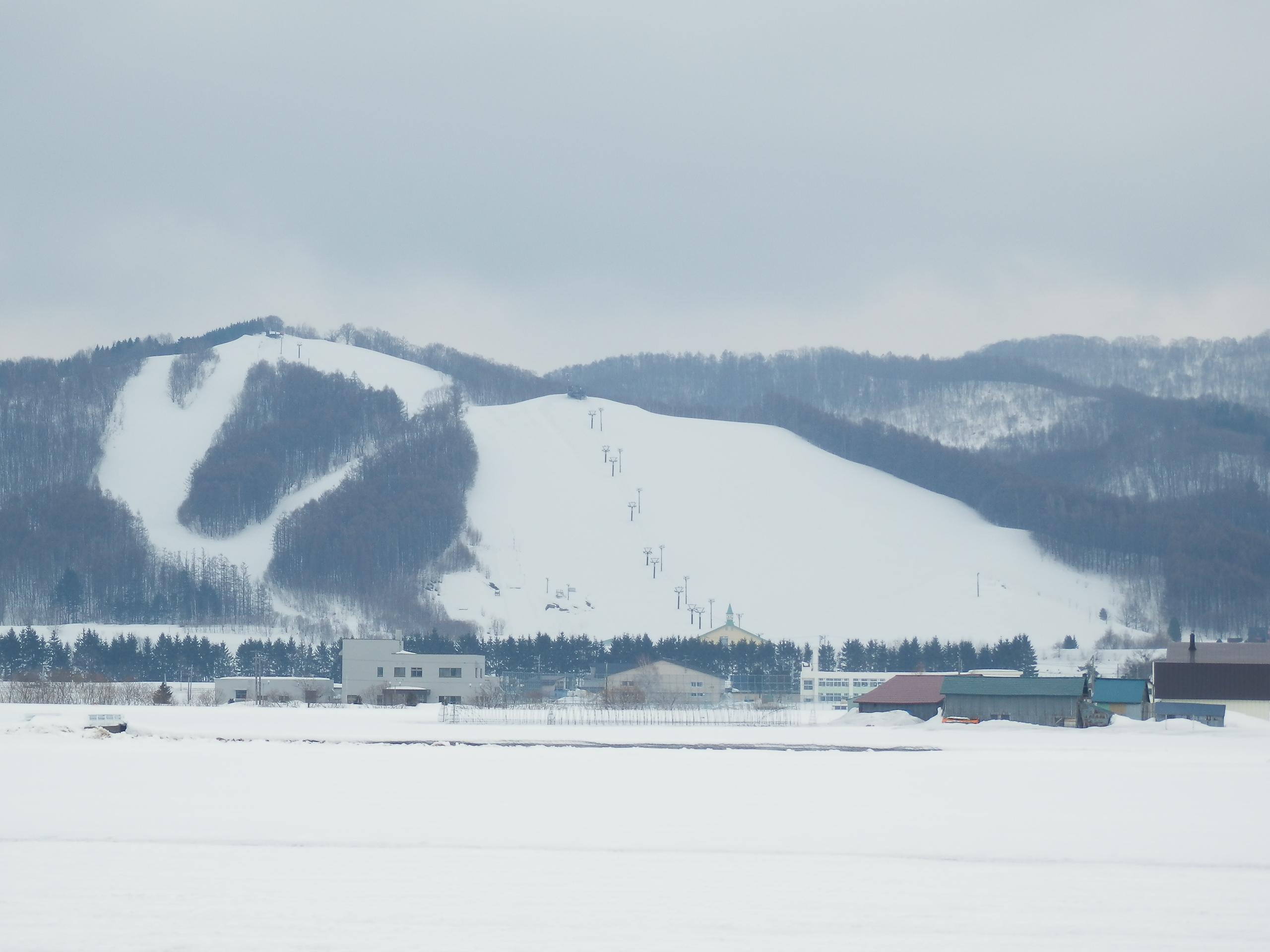
和寒東山スキー場

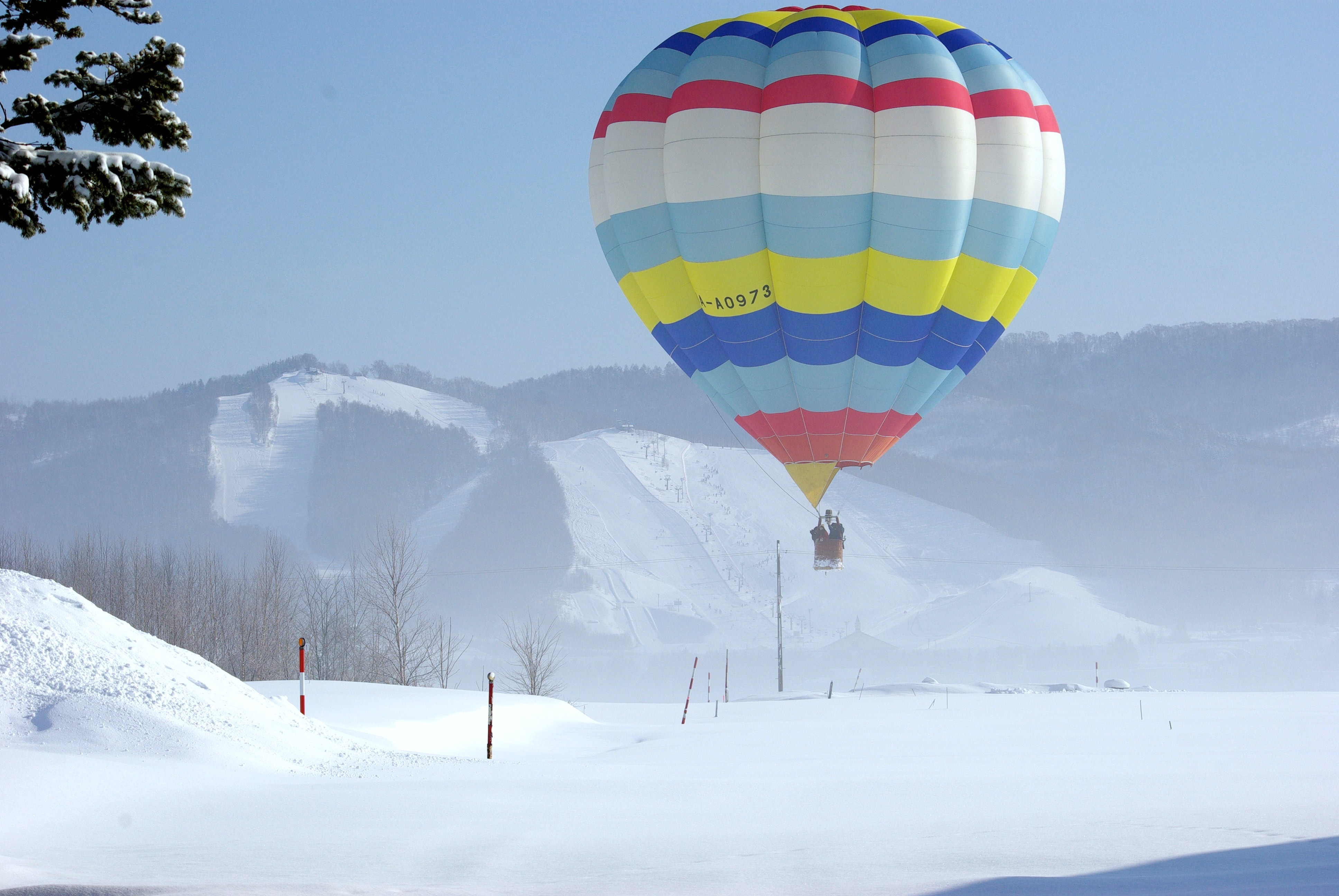
和寒東山スキー場

### 南丘森林公園周辺
キャンプ場がある。カヌーが楽しめる貯水池あり。
- 南丘森林公園
- 南丘森林公園内キャンプ場
- 夫婦岩

### 三笠山自然公園周辺
モトクロスサーキットや、キャンプ場・パークゴルフ場・こどもの国（ミニ遊園地）などの施設があるレジャースポット。
- こどもの国
- 三笠山自然公園内キャンプ場
- パークゴルフ場
- かたくり園
- ふれあいのもり
  - イベント会場、キャンプ場。2棟あるあずまや内ではバーベキュー等が楽しめる。キャラクターショーなどが出来る常設ステージがある。

### 塩狩峠周辺
- 塩狩峠記念館（三浦綾子旧宅）
- 長野政雄遺徳顕彰碑
- 塩狩峠一目千本桜

### 和寒東山周辺
- 東山スキー場
  - 第1リフト（ペア）、第2リフト（シングル）がある。第1リフト側にはナイター照明あり。スノーボード滑走可。
- わっさむ町食と観光情報案内所
- 和寒町郷土資料館（D51 337）

## イベント

### 三笠山夜桜まつり
開催日の基本は5月第2金曜日。和寒町観光協会などが主催。第34回は2019年5月10日、三笠山ふれあいのもりで開催した。同会場では6回目。大勢の来場者が炭火焼きのジンギスカンを楽しむなか、開会式では渡邊裕治実行委員長（和寒町観光協会会長）と奥山盛顧問（和寒町長）がそれぞれ歓迎のあいさつ。佐々木広行和寒町議会議長の音頭でこも樽の鏡開きとイルミネーション点灯を行った。ステージでは「根繋ぎ」による生バンド演奏、飛び入りカラオケ、「JUN桜の下ファイナルステージ」、大抽選会を実施し、宴を盛り上げた。2000年と2021年は開催を見合わせた。

### どんとこい！わっさむ夏まつり
開催日の基本は7月最終日曜日。和寒町観光協会などが主催。第17回は2019年7月28日、三笠山ふれあいのもりで開催し、多くの家族連れを迎えた。毎年大人気のカブト虫王国カブト虫1本釣りには1000匹を用意し、参加者が長い列を作った。フード類では、食べてマルシェ、商工会女性部かあちゃんの店、和寒産品即売会、縁日横丁、特産品販売天塩町コーナー、ビヤガーデン、焼肉ガーデン、涼風流しそーめんなど約20店が出店した。ステージショーでは塩狩太鼓や鳴呼ワットサム、チアリーディング、フランダンスなどが登場し、会場内では似顔絵コーナー、移動動物園、木育体験コーナなども開催した。2000年と2021年は開催を見合わせた。

### 和寒神社例大祭
8月24日：宵宮祭並びに御霊代奉遷の儀、稚児舞奉納。25日：例大祭、御神幸式、神輿會「和（やわら）」の渡御、還御祭。26日：後日祭並びに産子祭。

### 全日本玉入れ選手権
「競技玉入れ」発祥の地で、全日本玉入れ協会（AJTA）の本部がある。例年9月第1日曜日。第25回選手権は2020年、2021年の開催を目指したが中止。

### 和寒東山スキー場ヒルクライムレースHIGASHIYAMA500
和寒東山スキー場ヒルクライムレース実行委員会、町スポーツ協会主催、第3回は2021年10月3日。

### 南瓜の里わっさむパンプキンフェスティバル
開催日の基本は10月体育の日前日。北ひびき農業協同組合和寒基幹支所などが主催。南瓜の里わっさむ第21回わっさむパンプキンフェスティバル2019（2019パンプキンフェスティバルinわっさむ実行委員会主催）は2019年10月13日、三笠山ふれあいのもりで開催した。和寒町は1998年にカボチャの作付面積が日本一となり、同年9月12日に第1回の同フェスティバルを開催した。毎年1回ずつ開催していたが、2018年の第21回は台風25号が接近していたため中止として、第21回は2019年に開催した。2019年は秋晴れの下で開催。食べ物は、塩狩峠そば、南瓜団子、地場産カレーライスを販売などするほか、縁日露店では、ドン加工品、生ビールなどを販売した。和寒産農産物は、タマネギやナガネギなども販売し発送も受け付けた。会場では、南瓜ランタン彫り体験、チアリーディング、南瓜ゲーム、お楽しみ抽選会などを実施し、来場者を楽しませた。2000年は開催を見合わせた。2021年については中止も含めて検討中。

### かぼちゃランタンコンテスト
かぼちゃランタンまつり実行委員会、和寒町商工会商業部会主催、第21回は2020年10月開催、和寒町交流施設ひだまりにて。

### わっさむハロウィーン
わっさむハロウィーンプロジェクト主催、第6回は2021年10月24日、12月12日、和寒町交流施設ひだまりにて。

### 元祖越冬キャベツの里わっさむ極寒フェスティバル（わっさむ冬まつり）
同フェスティバルの第1回は1989年2月24、25日に市街地で開催。第7回からは東山スキー場で開催し、第26回からはふれいあいのもり。開催日は2月第1日曜日を候補に検討される。和寒町観光協会などが主催。元祖越冬キャベツの里第31回わっさむ極寒フェスティバル（同実行委員会主催）は2020年2月2日、三笠山ふれあいのもりで開催した。同会場での開催は6回目。この日は天候に恵まれ冷え込んだが、多くの人が来場しフェスティバルを楽しんだ。高さ3mほどの雪像は、建和会のチコちゃん、和寒町役場同好会のムーミン、札幌自由が丘学園三和高校のカービィ、カビゴンの4基で来場者を出迎えた。会場では、スノースライダー、アウトコーリング、ニアピンコンテスト、カプセルをさがして越冬キャベツを当てよう、スノーラフティングを設け、子供たちが歓声を上げて楽しんだ。また、ステージでは、クジ引きで越冬キャベツを当てよう、千切り越冬キャベツ早喰い競争、アイスガリガリ君早喰い競争、決定！極寒カラオケ王、雪中もちまきを行い、冬の青空に歌声を響かせるなどした。食べ物販売コーナーでは、特産品販売、あんかけ焼きそば・焼き鳥・つくね、和寒ジンギスカン、おにぎり・ホットドッグ、そば・うどん、名物地獄鍋、越冬キャベツ入りコロッケ、越冬キャベツ入りお好み焼き、和寒産かぼちゃ・キャベツ料理などを販売。さらに、無料コーナーでは、ホット牛乳、越冬キャベツ入りかぼちゃスープ、あま酒、きき酒でもてなした。2021年2月には会場を和寒町役場付近に戻して「わっさむ冬まつり」と称して実施予定だったが開催を見合わせた。2022年2月6日にも2021年の計画を実行しようとしたが見合わせた。2023年は2月5日に和寒町役場付近で開催予定。わっさむ冬まつりとしては３度目の挑戦で初開催となる。

## 和寒町指定文化財
- ペオッペ駅逓所跡（えきていじょあと）
- 神楽面（かぐらめん） - 和寒神社
- 稚児舞 - 和寒神社
- 青い目の人形

## 出身有名人
- 池田英俊（仏教学者）
- 板垣武四（元札幌市長）
- 藤井辰夫（元ホクレン理事）
- 小川勝也[10]（元参議院議員）
- 松本六太郎（元衆議院議員）
- 松浦信（社会学者）
- 渡辺長武（元レスリング選手、1964年東京オリンピック金メダリスト）
- 菊池二久（元バイアスロンの選手、1980年レークプラシッドオリンピック出場）
- 加藤大平（元ノルディック複合選手、バンクーバーオリンピック日本代表、ソチオリンピック日本代表）
- 清水康平（スキークロスカントリーユニバーシアード日本代表）
- TATSUAKI（ヒューマンビートボクサー）